# Kayra Sayitová
Kayra Almira Sayitová (Özdemirová) (turecky Kayra Almira Sayit (Özdemir)) dříve známá pod jménem Ketty Mathéová (francouzsky Ketty Mathé), (* 13. února 1988 ve Fort-de-France, Martinique) je francouzská zápasnice – judistka afro-karibského původu, která od roku 2015 reprezentuje Turecko.

## Sportovní kariéra
Vyrůstala v Saint-Brieuc-de-Mauron v Bretani, kde se na základní škole seznámila s lehkou atletikou, judem, hrála fotbal. V dorosteneckém věku byla přebornicí v hodu kladivem. Později se soustředila na judo v tréninkovém centru mláděže INSEP v Sainte-Geneviève-des-Bois. Její slibně se rozvíjející sportovní kariéru brzdily problémy se životosprávou. Závislost na konopí jí od října 2008 stála natvrdo dva roky sportovní kariéry. Vrátila se v roce 2011, ale své ambice nenaplňovala. V roce 2012 se nekvalifikovala na olympijské hry v Londýně. Následně utrpěla zranění šlach v pravém koleně a ve francouzské reprezentaci s ní přestali počítat. Od listopadu 2014 žila v Istanbulu, kde zápasila za klub "İstanbul BBSK" pod jménem Kayra Almira Özdemirová. V roce 2015 se v Turecku provdala, přijala turecké občanství a podruhé restartovala vrcholovou sportovní kariéru.

### Vítězství
- 2008 - 2x světový pohár (Řím, Moskva)
- 2011 - 1x světový pohár (Řím)
- 2015 - 1x světový pohár (Budapešť)
- 2016 - 1x světový pohár (Tbilisi)

## Výsledky
| Mistrovství světa  |    | —  |   | x | x | úč. |     | — | — | úč. |    |  |  |  |  |  |  |  |  |  |  |  |
| Mistrovství Evropy | —  | —  | — | x | x | 5.  | úč. | — | — | —   | 1. |  |  |  |  |  |  |  |  |  |  |  |
| MS juniorů         | 2. |    |   |   |   |     |     |   |   |     |    |  |  |  |  |  |  |  |  |  |  |  |
| ME juniorů         | 1. | 1. |   |   |   |     |     |   |   |     |    |  |  |  |  |  |  |  |  |  |  |  |